# FireChat
FireChat — работающий без интернета клиент мгновенного обмена сообщениями для Android и iOS. Для передачи текстовых сообщений и изображений используются беспроводные сети Bluetooth и WiFi, устройства с установленным FireChat могут обнаруживать друг друга в радиусе до 60 метров. Приложение появилось для основных мобильных платформ в марте-апреле 2014 года.
Каждое устройство с FireChat фактически становится ретранслятором для других устройств с этой программой, организуя распределенную mesh-сеть.
С помощью программы можно создавать собственные сети, в которых каждое устройство имеет равные права.
Разработчик Open Garden позиционирует приложение как средство общения на природе, футбольном матче, пляже и в других местах, где может возникнуть проблема со связью. 
FireChat активно использовался во время протестов в Гонконге в 2014 году.
В июле 2015 года в приложении появилась функция передачи личных сообщений.
В мае 2016 года FireChat представил оповещения FireChat, которые позволяли пользователям «отправлять» оповещения в определенное время и в определенном месте. Эта функция была добавлена в интересах гуманитарных работников, оказывающих помощь при стихийных бедствиях, и стала результатом партнерства с городом Марикина.